# جون لي
جون هنري جورج باباكومب لي (15 أغسطس 1864 – 19 مارس 1945) كان إنجليزيًا اشتهر بنجاته من ثلاث محاولات إعدام شنقًا بعد إدانته بالقتل. وُلد في أبوتسكيرسويل، ديفون، وخدم في البحرية الملكية البريطانية، كما كان معروفًا بكونه لصًا.
في عام 1885، أُدين لي بقتل ربة عمله، إيما كايس، في منزلها الواقع في خليج باباكومب بالقرب من توركاي يوم 15 نوفمبر 1884، مستخدمًا سكينًا. كانت الأدلة ضده ضعيفة وظرفية، حيث استندت إلى كونه الذكر الوحيد في المنزل وقت الجريمة، وسجله الإجرامي السابق، ووجود جرح غير مبرر في ذراعه. رغم إصراره على براءته، حُكم عليه بالإعدام شنقًا. إلا أن المحاولات الثلاث لتنفيذ الحكم فشلت، مما أدى إلى تخفيف عقوبته إلى السجن مدى الحياة.
أصبح لي يُعرف شعبيًا بلقب "الرجل الذي لم يتمكنوا من شنقه".

## محاولة الإعدام وما بعدها
في 23 فبراير 1885، جرت ثلاث محاولات لتنفيذ حكم الإعدام بحق لي في سجن إكستر، إلا أنها جميعًا باءت بالفشل، حيث لم يُفتح الباب منصة الإعدام رغم اختباره بعناية مسبقًا من قِبل منفذ الأحكام، جيمس بيري. بعد فشل المحاولات، رفض الطبيب الشرعي الاستمرار في العملية، ما أدى إلى إيقافها.
قدّم بيري وصفًا تفصيليًا للإعدام الفاشل في مذكراته «تجاربي كمنفذ إعدام» مشيرًا إلى أن باب بئر المشنقة قد عُدِلَ باستخدام منشار وفأس بين محاولات الاعدام، ومع ذلك، ذكر بيري في مذكراته وخطابه إلى نائب الشريف أنه لم تُجرَ سوى محاولتي إعدام وليس ثلاثة.
نتيجة لذلك، قرر وزير الداخلية، السير ويليام فيرنون هاركورت، تخفيف العقوبة إلى السجن مدى الحياة. أمرت وزارة الداخلية بالتحقيق في سبب فشل الجهاز، وكُشف أن نقل المشنقة من المستشفى القديم إلى بيت العربات أدى إلى اختلال طفيف في موضع القضيب القابل للسحب، مما تسبب في انحشار مفصلات الباب المسقط ومنعه من الفتح بسلاسة. استمر لي في تقديم التماسات إلى وزراء الداخلية المتعاقبين، إلى أن أُطلق سراحه أخيرًا عام 1907.
الرجل الوحيد الآخر المعروف تاريخيًا بنجاته من ثلاث محاولات شنق هو جوزيف صموئيل، في سبتمبر 1803.
ثمة نظرية بديلة طرحها إرنست بوين-رولاندز في كتابه "في ضوء القانون"، تفيد بأن فخ الاعدام تعطل بسبب قطعة خشبية أُدخلت عمدًا من قِبل أحد السجناء أثناء عمله على المنصة، ثم أُزيلت عند اختبار الجهاز. غير أن بوين-رولاندز استند إلى شهادة مجهولة لشخص "معروف"، نقلًا عن اعتراف سجين مجهول، وهو ما يتعارض مع سمعة بيري، الذي عُرف عنه الدقة والاحترافية وفقًا لشهادات مسؤولي السجون والأطباء الشرعيين.

## السنوات اللاحقة ومحاولات التحقق من هويته
بعد إطلاق سراحه، يبدو أن «لي» استغل شهرته لكسب رزقه، حيث ألقى محاضرات عن حياته وأصبح حتى موضوعًا لفيلم صامت. تباينت الروايات حول مكان وجوده بعد عام 1916، بل إن أحد الباحثين تكهّن بأن أكثر من شخص ادّعى أنه لي في سنواته الأخيرة. كان يُعتقد أنه توفي في دار العمل بتافيستوك خلال الحرب العالمية الثانية، لكن أبحاثًا حديثة أشارت إلى أنه توفي في الولايات المتحدة تحت اسم "جيمس لي" عام 1945.
وفقًا لكتاب "الرجل الذي لم يستطيعوا شنقه", عُثر على شاهد قبر «لي» في مقبرة فورست هوم في ميلووكي عام 2009.